# White River (Kootenay River)
Der White River (englisch für „weißer Fluss“) ist ein 85 km langer orographisch linker Nebenfluss des Kootenay River im Südosten der kanadischen Provinz British Columbia.

## Flusslauf
Der White River verläuft im Regional District of East Kootenay. Er entspringt in den Kanadischen Rocky Mountains südlich des Sylvan Pass an der Südwestflanke von Mount Joffre (3450 m). Der White River fließt anfangs in südlicher Richtung durch das Gebirge. Die ersten 12 km des Flusslaufs liegen innerhalb des Height of the Rockies Provincial Parks. Nach etwa 35 km wendet sich der Fluss nach Südwesten. Der North White River trifft von rechts und kurz darauf der East White River von links auf den White River. Der White River fließt nun ein kurzes Stück nach Westen. Ein kurzer Flussabschnitt liegt innerhalb des Whiteswan Lake Provincial Parks. Unterhalb der Einmündung des Abflusses des Whiteswan Lake wendet sich der White River nach Norden. Nach weiteren 30 km mündet er schließlich 25 km nordöstlich der Ortschaft Canal Flats in den Oberlauf des Kootenay River.

## Hydrologie
Das Einzugsgebiet des White River umfasst ungefähr 1420 km². Zwischen 1940 und 1948 wurde zeitweise 30 km oberhalb der Mündung der Abfluss gemessen.  Der mittlere Abfluss im Jahr 1941 betrug 12,3 m³/s. Juni und Juli waren während der Messperiode die abflussstärksten Monate.

## North White River
Der North White River ist ein 44 km langer rechter Nebenfluss des White River. Er hat seinen Ursprung in einem Bergsee unterhalb der Nordflanke des 2960 m hohen Russell Peak.
Er fließt anfangs nach Westen und Südwesten. Ab Flusskilometer 31 wendet sich der North White River in Richtung Nordnordost. Die North White River Forest Service Road folgt nun dem Flusslauf. Ein Gebirgskamm trennt den Fluss von dem weiter östlich verlaufenden Oberlauf des White River. Der North White River mündet schließlich auf einer Höhe von etwa 1290 m in den nach Südwesten strömenden White River.

## East White River
Der East White River ist ein 18 km langer linker Nebenfluss des White River. Er bildet den Abfluss des 1545 m hoch gelegenen Munroe Lake. Er fließt vom nördlichen Seeende anfangs in Richtung Nordnordwest. Ab Flusskilometer 15 wendet sich der East White River nach Westen. Die East White River Forest Service Road folgt dem Flusslauf. Der East White River mündet schließlich auf einer Höhe von etwa 1270 m in den White River.